# Jung Young-sik
Jung Young-sik (* 20. Januar 1992 in Uijeongbu) ist ein südkoreanischer Tischtennisspieler. Er nahm 2016 an den Olympischen Spielen teil und gewann 2011 und 2017 WM-Bronze im Doppel.

## Werdegang

### Jugend und der Weg in die Top 100 (bis 2010)
Jung Young-sik begann im Alter von 7 Jahren mit dem Tischtennisspielen. Er machte bereits bei Jugendweltmeisterschaften auf sich aufmerksam: 2007 und 2008 wurde er mit dem Team Zweiter, 2008 und 2009 gewann er außerdem Bronze im Doppel und 2009 zusätzlich Bronze im Mixed. Ab 2008 trat er auch im Erwachsenenbereich an, beim Asian Cup wurde er 13. Im August 2009 spielte er mit den Korea Open sein erstes Pro-Tour-Turnier, bei denen er als Nummer 278 der Weltrangliste unter die letzten 32 kam. In der U-21-Kategorie qualifizierte er sich für die Pro Tour Grand Finals 2009 (die im Januar 2010 stattfanden) und erreichte dort das Halbfinale. Mit dem Erreichen das Halbfinals im Doppel an der Seite von Jeong Sang-eun bei den Slovenia Open (ebenfalls im Januar) gewann er zudem seine erste Pro-Tour-Medaille bei den Erwachsenen. In der Weltrangliste kletterte er von Rang 221 im Januar auf Rang 133 im Februar. Im Februar nahm er dann an den Qatar und Kuwait Open teil, bei denen er unter anderem die südkoreanischen Top-100-Spieler Kim Min-seok und Lee Sang-su schlagen konnte, sodass er im März bereits auf Position 58 der Weltrangliste stand.

### Internationale Medaillen und schwankende Leistungen (2010–2012)
Im Mai 2010 nahm er an seiner ersten Weltmeisterschaft teil, kam aber nur im letzten Gruppenspiel zum Einsatz. Das Team Südkoreas holte nach einer Halbfinalniederlage gegen Deutschland Bronze. Nach den Korea und China Open im August, bei denen er im Einzel das Viertelfinale bzw. die Runde der letzten 32 erreichte und in Korea im Doppel mit Kim Minseok sogar ins Halbfinale kam, kletterte er auf Platz 34 der Weltrangliste, was für die nächsten Jahre seine beste Position bleiben sollte. Bei den Asienspielen gewann er Bronze im Doppel und Silber mit der Mannschaft. Ende des Jahres nahm er an den Pro Tour Grand Finals teil, schied im Einzel aber im Achtelfinale sofort aus und blieb in der Gruppenphase des U-21-Wettbewerbs ebenfalls sieglos. Im Laufe des Jahres 2011 nahm er zwar an zahlreichen Pro-Tour-Turnieren teil, qualifizierte sich aber nicht für die Grand Finals und fiel sogar wieder bis auf Platz 90 zurück. Dafür gelang ihm ein großer Erfolg im Doppel, als er bei der Weltmeisterschaft 2011 mit Kim Minseok Bronze gewann. Ab Februar 2012 war er vorerst nicht mehr in den Top 100 vertreten, mit dem Team gewann er bei der WM aber erneut Bronze, diesmal nach einer Halbfinalniederlage gegen China.

### Stabilisierung und Aufstieg an die Weltspitze (2012–2016)

Verlauf der Weltranglistenposition

Im Juni 2012 konnte er sich dann wieder stark steigern: Bei den Japan Open besiegte er unter anderem Timo Boll und machte dadurch in der Weltrangliste einen Sprung von Platz 120 auf Platz 60. In diesem Turnier ging es für ihn in sieben Spielen in den entscheidenden siebten Satz, sechs davon gewann er. 2013 nahm er zum ersten Mal im Einzel an einer Weltmeisterschaft teil und kam unter die letzten 64, bei den Polish Open gewann er an der Seite von Lee Sang-su den Doppelwettbewerb und damit seine erste Goldmedaille auf der World Tour. Außerdem nahm er am World Cup 2013 teil und kam dort auf Platz 9–12 – gegen Wladimir Samsonow und Chuang Chih-Yuan verlor er dort in der zweiten Gruppenphase nur mit 3:4. Nach den German Open im März 2014, bei denen er unter anderem Bastian Steger besiegte und so das Achtelfinale erreichte, konnte er schließlich seinen Rekord vom Jahr 2010 verbessern und in der Weltrangliste auf Platz 30 vorrücken. Nach den Kuwait und Qatar Open 2015 kletterte er auf Platz 20, im September überholte er Joo Se-hyuk und wurde damit zum ersten Mal der bestplatzierte südkoreanische Spieler.
2016 gewann er bei der Weltmeisterschaft mit Südkoreas Mannschaft nach einer Halbfinalniederlage gegen China erneut Bronze, eroberte im Juli erstmals einen Platz in den Top 10 der Weltrangliste und nahm im August im Einzel und im Team an den Olympischen Spielen teil. Dort verlor er im Einzel-Achtelfinale nach 2:0-Führung noch mit 2:4 gegen den späteren Sieger Ma Long und unterlag im Team-Halbfinale gegen China auch gegen Zhang Jike nur knapp mit 2:3. Das Spiel um Bronze gegen Deutschland ging anschließend verloren, im Einzel hatte Jung Young-sik im ganzen Turnier aber nur gegen Chinesen Niederlagen erlitten. Im Oktober nahm er zum zweiten Mal am World Cup teil, wo er im Viertelfinale gegen den späteren Gewinner Fan Zhendong ausschied. Ende des Jahres spielte er in der chinesischen Super League, wo er Bilanzen von 1:4 (Einzel) und 6:5 (Doppel) erreichte. Bei den Grand Finals gelangte er im Einzel durch Siege über die Top-10-Spieler Chuang Chih-Yuan und Jun Mizutani – den Olympiadritten – ins Halbfinale, das er gegen Ma Long verlor, im Doppel gewann er mit Lee Sang-su Gold.

### Erneute Schwankungen im Einzel und Erfolge im Doppel (2017–2021)
Nachdem er bei der Asienmeisterschaft 2017 verletzungsbedingt aufgeben musste, schied er bei den Korea Open und der Weltmeisterschaft schon in der ersten Runde aus, wodurch er wieder aus den Top 10 herausfiel, gewann bei der WM aber auch mit Lee Sang-su Bronze im Doppel. Nach einer Phase der Inaktivität, durch die Jung vorübergehend nicht in der Weltrangliste geführt wurde, holte er auf der World Tour weitere Doppel-Medaillen, durch wiederholtes frühes Ausscheiden im Einzel fiel er in der Weltrangliste bis Ende des Jahres aber bis auf Platz 35 zurück. Mit der Einführung der neuen Weltranglistenberechnung fiel Jung dann, auch wegen mangelnder Aktivität, sogar wieder aus den Top 100 heraus. Bei der Weltmeisterschaft 2018 kam er mit dem Team ins Halbfinale, wozu er mit Siegen unter anderem über die Top-15-Spieler Simon Gauzy, Tomokazu Harimoto und Jun Mizutani beitrug.
2019 kam er bei der Individual-WM ins Achtelfinale – seine bis dahin beste Platzierung – und bei der Asienmeisterschaft ins Viertelfinale, nachdem er unter anderem den WM-Bronzemedaillengewinner Liang Jingkun geschlagen hatte. Im Januar 2020 stand er in der Weltrangliste wieder auf Platz 13. In diesem Jahr konnte er zudem zum ersten Mal seit 2016 am World Cup teilnehmen, bei dem er das Viertelfinale erreichte, genau wie bei den Olympischen Spielen in Tokio. Dort hatte er in seinem ersten Spiel gegen Panagiotis Gionis bereits mit 1:3 und 3:10 zurückgelegen, dann aber alle Matchbälle abgewehrt und schließlich mit 14:12 im Entscheidungssatz gewonnen. Mit der Mannschaft belegte er zum zweiten Mal in Folge den vierten Platz. An der Weltmeisterschaft 2021 nahm er nicht teil, die WTT Cup Finals Ende des Jahres waren vorerst sein letztes internationales Turnier (Stand: Mai 2025).

## Doppelpartner
Aufzählung nur bei mindestens drei gemeinsamen Turnieren im Jahr. 
- 2010–2012:  Kim Minseok
- 2013:  Lee Sang-su
- 2014:  Jang Woojin
- 2015:  Kim Minseok
- 2016–2019:  Lee Sang-su

## Turnierergebnisse
| Verband | Veranstaltung                        | Jahr | Ort                 | Land | Einzel        | Doppel        | Mixed      | Team       |
| ------- | ------------------------------------ | ---- | ------------------- | ---- | ------------- | ------------- | ---------- | ---------- |
| KOR     | Asian Cup                            | 2016 | Dubai               | UAE  | Qual.         |               |            |            |
| KOR     | Asian Cup                            | 2009 | Hangzhou            | CHN  | 12. Platz     |               |            |            |
| KOR     | Asian Cup                            | 2008 | Sapporo             | JPN  | 13. Platz     |               |            |            |
| KOR     | Asienmeisterschaft                   | 2019 | Yogyakarta          | IDN  | Viertelfinale | letzte 32     |            | Silber     |
| KOR     | Asienmeisterschaft                   | 2017 | Wuxi                | CHN  |               |               |            | Silber     |
| KOR     | Jugend-Asienmeisterschaft (Kadetten) | 2005 | New Delhi           | IND  | Silber        |               |            |            |
| KOR     | Asienspiele                          | 2018 | Jakarta             | IDN  | letzte 16     |               |            | Silber     |
| KOR     | Asienspiele                          | 2010 | Guangzhou           | CHN  |               | Halbfinale    |            | Silber     |
| KOR     | Olympische Spiele                    | 2021 | Tokio               | JPN  | Viertelfinale |               |            | 4. Platz   |
| KOR     | Olympische Spiele                    | 2016 | Rio de Janeiro      | BRA  | letzte 16     |               |            | 4. Platz   |
| KOR     | ITTF Challenge Series                | 2018 | Spała               | POL  | Halbfinale    | Gold          |            |            |
| KOR     | WTT Series (Star Contender)          | 2021 | Doha                | QAT  | Viertelfinale | Gold          |            |            |
| KOR     | ITTF World Tour                      | 2020 | Magdeburg           | GER  | letzte 32     | Halbfinale    |            |            |
| KOR     | ITTF World Tour                      | 2019 | Linz                | AUT  | letzte 16     | Silber        |            |            |
| KOR     | ITTF World Tour                      | 2019 | Bremen              | GER  | Halbfinale    | Viertelfinale |            |            |
| KOR     | ITTF World Tour                      | 2019 | Panagjurischte      | BUL  | letzte 32     | Gold          |            |            |
| KOR     | ITTF World Tour                      | 2019 | Geelong             | AUS  | Qual.         | Gold          |            |            |
| KOR     | ITTF World Tour                      | 2019 | Busan               | KOR  | Halbfinale    | Silber        |            |            |
| KOR     | ITTF World Tour                      | 2019 | Shenzhen            | CHN  | Qual.         | Halbfinale    |            |            |
| KOR     | ITTF World Tour                      | 2019 | Doha                | QAT  | letzte 32     | Halbfinale    |            |            |
| KOR     | ITTF World Tour                      | 2018 | Linz                | AUT  | Qual.         | Silber        |            |            |
| KOR     | ITTF World Tour                      | 2018 | Geelong             | AUS  | Viertelfinale | Gold          |            |            |
| KOR     | ITTF World Tour                      | 2018 | Kitakyūshū          | JPN  | letzte 32     | Gold          |            |            |
| KOR     | ITTF World Tour                      | 2018 | Bremen              | GER  | letzte 16     | Silber        |            |            |
| KOR     | ITTF World Tour                      | 2018 | Doha                | QAT  | Qual.         | Halbfinale    |            |            |
| KOR     | ITTF World Tour                      | 2017 | Stockholm           | SWE  | Qual.         | Halbfinale    |            |            |
| KOR     | ITTF World Tour                      | 2017 | Magdeburg           | GER  | Qual.         | Gold          |            |            |
| KOR     | ITTF World Tour                      | 2017 | Incheon             | KOR  | letzte 32     | Halbfinale    |            |            |
| KOR     | ITTF World Tour                      | 2016 | Incheon             | KOR  | letzte 16     | Silber        |            |            |
| KOR     | ITTF World Tour                      | 2016 | Otocec              | SLO  | Halbfinale    | Silber        |            |            |
| KOR     | ITTF World Tour                      | 2016 | Zagreb              | HRV  | Silber        | Silber        |            |            |
| KOR     | ITTF World Tour                      | 2016 | Warschau            | POL  | letzte 16     | Halbfinale    |            |            |
| KOR     | ITTF World Tour                      | 2016 | Doha                | QAT  | letzte 32     | Halbfinale    |            |            |
| KOR     | ITTF World Tour                      | 2016 | Kuwait City         | KUW  | letzte 16     | Halbfinale    |            |            |
| KOR     | ITTF World Tour                      | 2015 | Bremen              | GER  | letzte 32     | Halbfinale    |            |            |
| KOR     | ITTF World Tour                      | 2014 | Incheon             | KOR  | letzte 32     | Halbfinale    |            |            |
| KOR     | ITTF World Tour                      | 2013 | Spała               | POL  | letzte 64     | Gold          |            |            |
| KOR     | ITTF World Tour                      | 2013 | Suzhou              | CHN  | letzte 32     | Halbfinale    |            |            |
| KOR     | ITTF World Tour                      | 2012 | Suzhou              | CHN  | letzte 32     | Halbfinale    |            |            |
| KOR     | ITTF World Tour                      | 2012 | Incheon City        | KOR  | letzte 32     | Halbfinale    |            |            |
| KOR     | ITTF Pro Tour                        | 2011 | Sheffield           | ENG  | letzte 16     | Halbfinale    |            |            |
| KOR     | ITTF Pro Tour                        | 2010 | Incheon             | KOR  | Viertelfinale | Halbfinale    |            |            |
| KOR     | ITTF Pro Tour                        | 2010 | Velenje             | SVN  | letzte 32     | Halbfinale    |            |            |
| KOR     | WTT Cup Finals                       | 2021 | Singapur            | SGP  | Viertelfinale |               |            |            |
| KOR     | ITTF Finals                          | 2020 | Zhengzhou           | CHN  | letzte 16     |               |            |            |
| KOR     | ITTF World Tour Grand Finals         | 2019 | Zhengzhou           | CHN  | letzte 16     | Viertelfinale |            |            |
| KOR     | ITTF World Tour Grand Finals         | 2018 | Incheon             | KOR  |               | Halbfinale    |            |            |
| KOR     | ITTF World Tour Grand Finals         | 2016 | Doha                | QAT  | Halbfinale    | Gold          |            |            |
| KOR     | ITTF World Tour Grand Finals         | 2015 | Lissabon            | POR  | letzte 16     | Halbfinale    |            |            |
| KOR     | ITTF Pro Tour Grand Finals           | 2010 | Seoul               | KOR  | letzte 16     |               |            |            |
| KOR     | Weltmeisterschaft                    | 2019 | Budapest            | HUN  | letzte 16     | Viertelfinale |            |            |
| KOR     | Weltmeisterschaft                    | 2018 | Halmstad            | SWE  |               |               |            | Halbfinale |
| KOR     | Weltmeisterschaft                    | 2017 | Düsseldorf          | GER  | letzte 128    | Halbfinale    |            |            |
| KOR     | Weltmeisterschaft                    | 2016 | Kuala Lumpur        | MAS  |               |               |            | Halbfinale |
| KOR     | Weltmeisterschaft                    | 2015 | Suzhou              | CHN  | letzte 32     | Viertelfinale |            |            |
| KOR     | Weltmeisterschaft                    | 2014 | Tokio               | JPN  |               |               |            | 5          |
| KOR     | Weltmeisterschaft                    | 2013 | Paris               | FRA  | letzte 64     | letzte 16     |            |            |
| KOR     | Weltmeisterschaft                    | 2012 | Dortmund            | GER  |               |               |            | Halbfinale |
| KOR     | Weltmeisterschaft                    | 2011 | Rotterdam           | NED  |               | Halbfinale    |            |            |
| KOR     | Weltmeisterschaft                    | 2010 | Moskau              | RUS  |               |               |            | Halbfinale |
| KOR     | World Cup                            | 2020 | Weihai              | CHN  | Viertelfinale |               |            |            |
| KOR     | World Cup                            | 2016 | Saarbrücken         | GER  | Viertelfinale |               |            |            |
| KOR     | World Cup                            | 2013 | Verviers            | BEL  | 9–12. Platz   |               |            |            |
| KOR     | WTC-World Team Cup                   | 2019 | Tokio               | JPN  |               |               |            | Silber     |
| KOR     | WTC-World Team Cup                   | 2018 | London              | ENG  |               |               |            | Halbfinale |
| KOR     | WTC-World Team Cup                   | 2013 | Guangzhou           | CHN  |               |               |            | 5          |
| KOR     | WTC-World Team Cup                   | 2010 | Dubai               | UAE  |               |               |            | Silber     |
| KOR     | Jugend-Weltmeisterschaft             | 2009 | Cartagena de Indias | COL  |               | Halbfinale    | Halbfinale |            |
| KOR     | Jugend-Weltmeisterschaft             | 2008 | Madrid              | ESP  | Viertelfinale | Halbfinale    |            | Silber     |
| KOR     | Jugend-Weltmeisterschaft             | 2007 | Palo Alto           | USA  |               | Viertelfinale |            | Silber     |
| KOR     | World Junior Circuit                 | 2009 | Chungcheongnam-do   | KOR  | Silber        |               |            |            |
| KOR     | World Junior Circuit                 | 2007 | North Habour        | NZL  | Viertelfinale |               |            |            |
| KOR     | World Junior Circuit                 | 2007 | Örebro              | SWE  | Halbfinale    |               |            |            |
| KOR     | World Junior Circuit                 | 2006 | Geelong             | AUS  | Halbfinale    |               |            |            |